# HD 76700 b
HD 76700 b es un planeta extrasolar descubierto en 2002 y que orbita la estrella HD 76700, en la constelación de Volans. El planeta es un gigante gaseoso con una masa que es la quinta parte de la de Júpiter. Orbita muy cerca de su estrella madre y completa una órbita en menos de cuatro días.